# Jori Rantahakala
Jori Rantahakala (* 9. April 1990) ist ein ehemaliger finnischer Biathlet.
Jori Rantahakala gab sein internationales Debüt 2008 bei den Junioren-Weltmeisterschaften in Ruhpolding. Im Einzel belegte er Platz 18. Im Sprint wurde er 27. und 54. im Verfolgungsrennen. Im Staffelrennen belegte er mit seinem Team den 16. Platz. Seinen ersten Einsatz im Leistungsbereich hatte er im Rahmen der Sommerbiathlon-Weltmeisterschaften 2009 in Oberhof, wo er mit Laura Toivanen, Mari Laukkanen und Sami Orpana Elfter wurde. Im Sprint trat er bei den Junioren an. 2010 startete der Finne bei seiner zweiten Junioren-WM in Torsby, wo er 58. im Sprint, 53. in der Verfolgung und Elfter mit der Staffel wurde. Kurz darauf startete er auch bei den Juniorenrennen der Biathlon-Europameisterschaften 2010 in Otepää und wurde dort 12. im Sprint und 18. der Verfolgung. Im weiteren Verlauf des Jahres startete Rantahakala in Duszniki-Zdrój bei den Juniorenrennen der Sommerbiathlon-Weltmeisterschaften 2010, bei denen er die Plätze 24 im Sprint und 25 in der Verfolgung belegte. Nächstes Großereignis wurden die Biathlon-Juniorenweltmeisterschaften 2011 in Nové Město na Moravě. Der Finne startete im Einzel, wo er 67. wurde und im Staffelrennen, bei dem er als Viertplatzierter knapp eine Medaille verpasste. Kurz zuvor nahm er an selber Stelle auch erstmals an Rennen des IBU-Cups teil und wurde 92. eines Einzels und 94. eines Sprints.